# Okka Disk
Okka Disk is een Amerikaans platenlabel voor jazz en geïmproviseerde muziek. Het werd rond 1995 opgericht en is gevestigd in Milwaukee. Het heeft ook de rechten verkregen van Nessa Records en brengt oude opnames hiervan opnieuw op cd uit. Naast het uitgeven van platen organiseert het label ook festivals onder de naam 'OKKA Fest'.
Op het label zijn albums uitgebracht van onder andere Fred Anderson, Peter Brötzmann, Mats Gustafsson, Joe McPhee, Evan Parker, Anthony Braxton (met Georg Gräwe), Jeb Bishop, Ken Vandermark en Territory Band.